# Ogawa (Saitama)
Pour les articles homonymes, voir Ogawa.
Ogawa (小川町, Ogawa-machi) est un bourg du district de Hiki, situé dans la préfecture de Saitama au Japon.

## Géographie

### Situation
Ogawa est situé dans le centre de la préfecture de Saitama.

### Démographie
En février 2020, la population d'Ogawa s'élevait à 29 580 habitants répartis sur une superficie de 60,36 km2.

## Histoire
Le village moderne d'Ogawa a été créé le 1er avril 1889. Il devient un bourg le 1er février 1955.

## Culture locale et patrimoine
Ogawa est connu pour ses ateliers de washi (papier traditionnel japonais).

## Transports
Ogawa est desservi par les lignes Hachikō et Tōbu Tōjō. La gare d'Ogawamachi est la principale gare du bourg.